# Herzberg am Harz

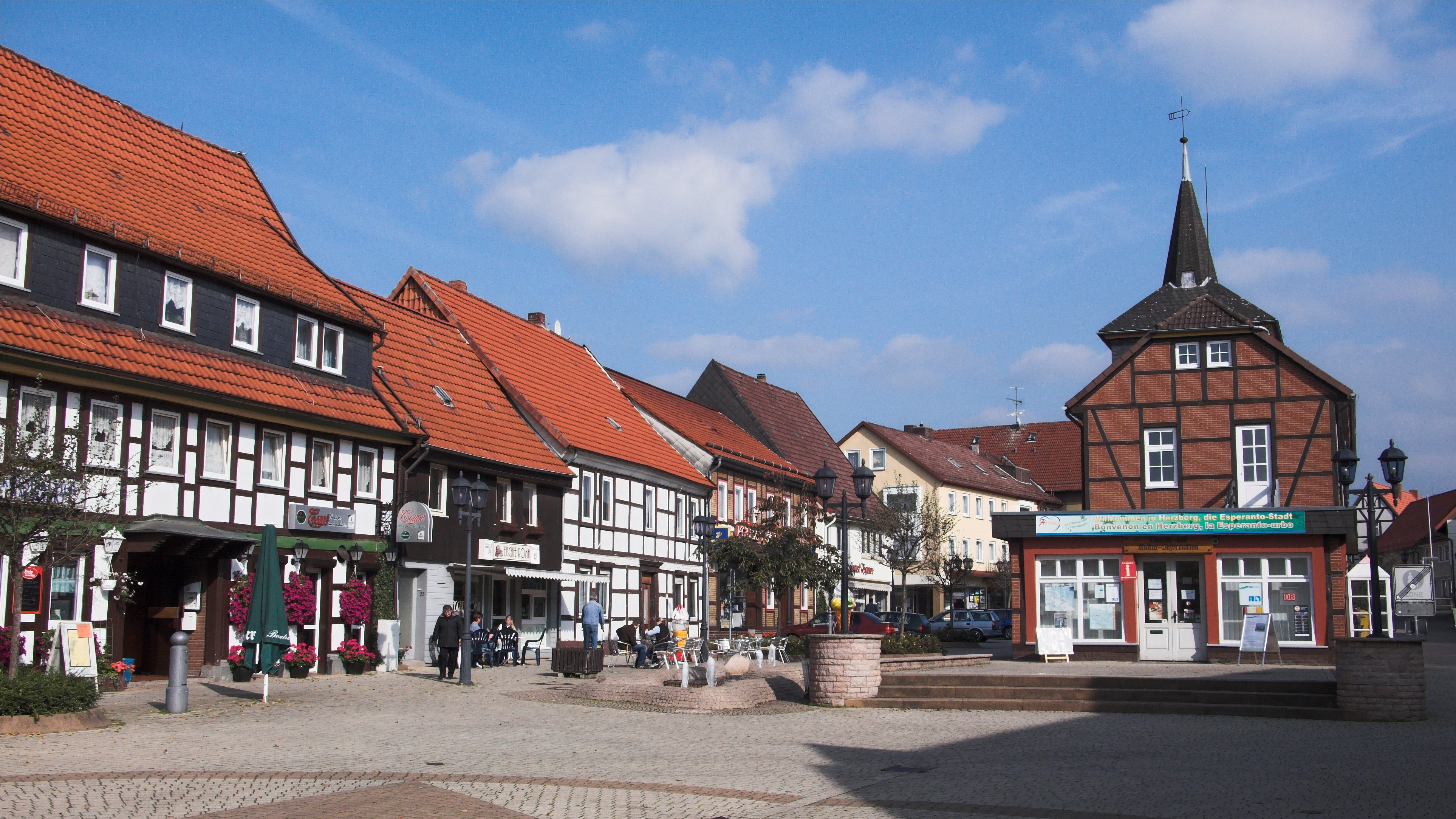

Herzberg am Harz är en stad i Landkreis Göttingen i förbundslandet Niedersachsen i Tyskland.